# Badia de Cadaqués
Badia de Cadaqués är en vik i Spanien.   Den ligger i regionen Katalonien, i den östra delen av landet, 600 km öster om huvudstaden Madrid.